# Иоритэн
Иоритэн (яп. 庵点), 〽 — знак японской пунктуации, используемый для обозначения начала партии в но и традиционной поэзии. В Юникоде имеет код U+303D, а в стандарте JIS X 0213 — 1-3-28. Форма знака — наклонная линия с двумя «пиками», имеются данные о существования также варианта с одним «пиком», называемого «гаттэн» (яп. 合点).
Иоритэн используется по крайней мере с периода Мэйдзи. Несмотря на широкое употребление в поэзии, иоритэн не был включён в стандарт JIS X 0208, и вместо него в Интернете и мобильной почте обычно помещался попавший в JIS X 0208 знак ноты: «♪». Другой популярный заменитель — открывающая угловая скобка «「».
Среди эмодзи также есть изображение иоритэна — оно зачастую принимается неяпонскими пользователями за знак Макдональдса.

Иоритэн
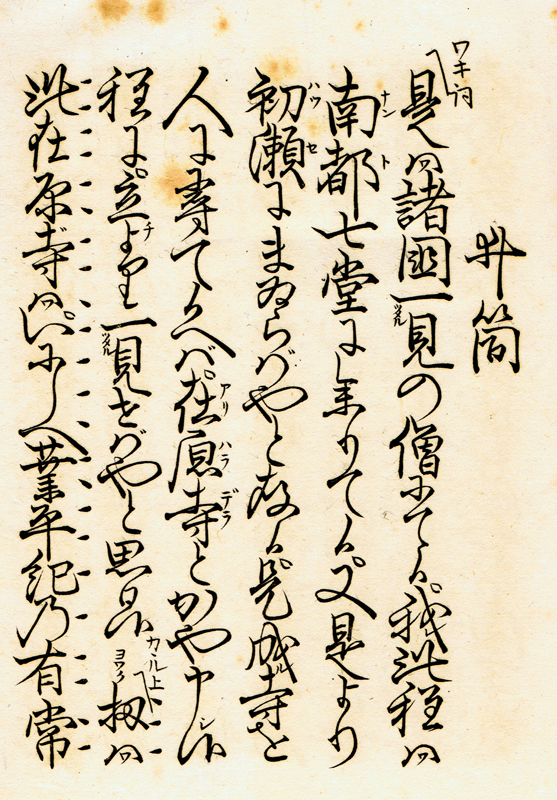
Страница пьесы Идзусу[англ.]; в правом верхнем углу находится иоритэн
Эмодзи «иоритэн»